# Bon Pastor
|  | Aquest article tracta sobre la figura del cristianisme. Vegeu-ne altres significats a «El Bon Pastor». |

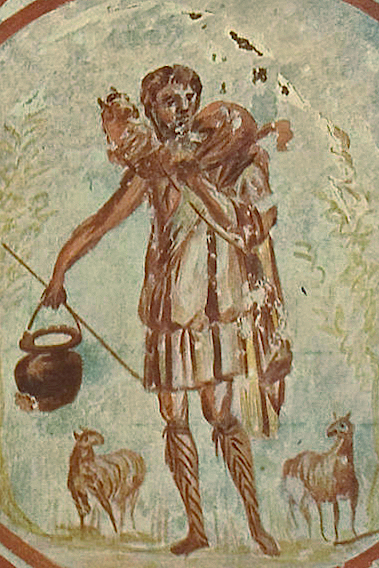
Representació del de Jesús com el Bon Pastor

El Bon Pastor (en llatí bonus pastor) és un dels atributs donats a Jesucrist a partir, principalment, d'una paràbola de l'evangeli de Joan (Joan 10:1-21) així com d'altres passatges en què Jesús mateix s'anomena "pastor".
La seva representació iconogràfica (on Jesús és generalment dempeus amb una ovella a les espatlles) és una de les més antigues i freqüents de l'art cristià. El nom també ha estat utilitzat amb freqüència per diverses institucions religioses.